# David Barral
David Barral Torres (* 10. Mai 1983 in Cádiz) ist ein ehemaliger spanischer Fußballspieler, der hauptsächlich als Stürmer eingesetzt wurde.

## Karriere
Barral begann seine Profikarriere in unteren Ligen bei der zweiten und dritten Mannschaft von Real Madrid. Für die Saison 2006/07 wechselte Barral zum damaligen Zweitligisten Sporting Gijón, dort bildete er in der Saison 2007/08 mit dem Kroaten Mate Bilić eines der besten Offensivpaare der Liga und verhalf so Gijón nach 10-jähriger Abstinenz zur Rückkehr in die Primera División.
2012 wechselte er zu Orduspor. Nach einem Jahr in der Türkei wechselte er zurück nach Spanien zu UD Levante.
Am 5. Juli 2015 unterschrieb Barral bei al-Dhafra in den Vereinigten Arabischen Emiraten, nachdem sein Vertrag mit Levante ausgelaufen war. Er kehrte am 24. Januar 2016 nach Spanien und in die Primera División zurück, nachdem er einen 18-Monats-Vertrag beim FC Granada unterzeichnet hatte. Nachdem er Ende November 2016 während eines Essens im Sportzentrum des Vereins in eine Auseinandersetzung mit Mitspieler Isaac Cuenca verwickelt war, wurde Barral auf unbestimmte Zeit suspendiert. Am 16. Januar 2017 unterschrieb er einen 18-Monats-Vertrag beim zyprischen Meister der First Division, APOEL Nikosia.
Am 27. Mai 2017 wurde Barrals Vertrag in gegenseitigem Einvernehmen aufgelöst, und er unterschrieb am 12. Juli einen Einjahresvertrag beim FC Cádiz. Am 15. Januar 2019, nach einem kurzen Aufenthalt in der J2 League bei Tokushima Vortis, kehrte der 35-jährige Barral nach Spanien zurück und unterschrieb bei Racing Santander einen Vertrag bis zum 30. Juni.
Barral wechselte am 19. Januar 2021 zum Drittligisten Internacional de Madrid und wurde damit der erste Spieler, der mit Kryptowährung verpflichtet wurde – der Transfer erfolgte in Bitcoin statt mit konventionellem Geld. Im Sommer 2022, als der Verein mit schwerwiegenden bürokratischen und finanziellen Problemen zu kämpfen hatte, gab er seinen Rücktritt bekannt.